# Auerbach's Nightclub
Auerbach's Night Club is een muziekalbum dat in 2008 werd uitgegeven door Picture Palace Music. De opnamen van het album vonden plaats in 2007 en 2008 in Berlijn en verschenen op een Cd-r van circa 23 minuten. Het album kreeg als ondertitel: Music for the lust generation and wine-cask-riders. Het album verscheen ter promotie van een tweetal concerten op 19 en 20 september 2008 in Berlijn.

## Musici
- Thorsten Quaeschning – synthesizers (1, 3,4, 5); piano (5),drums (1), gitaar (1) en memotron (5);
- Sacha Beator – synthesizer (2,4)
- Thorsten Spiller – gitaar (1)

## Composities
1. Day of Wrath (Quaeschning; een demoversie van het Faustalbum)
2. Under the golden charm (Beator; idem)
3. Auerbach's Night Club (Quaeschning; idem)
4. Morgengrauen (Beator, uit de soundtrack van Going Underground7)
5. Powercutting (Quaeschning, idem).